# Gino Pivatelli
Gino Pivatelli (Sanguinetto, 1933. március 27. –) olasz válogatott labdarúgócsatár, később edző.

## Pályafutása
Az Inter kölyökcsapataiban is szereplő Pivatelli a felnőttcsapat felé vezető úton valahol elveszett, és végül sohasem mutatkozhatott be a kék-feketéknél a Serie A-ban. Helyette alacsonyabb osztályú csapatokhoz került, első meccseit az amatőr Cereában, majd az akkor másodosztályú Hellas Veronában játszotta. Itt rögtön második meccsén, a Vicenza ellen be tudott találni a 4–1-es sikerrel végződő összecsapáson.
1953-ban Bolognába igazolt, ahol hamar a klub történetének egyik legeredményesebb csatára volt. Az 1955-56-os szezon során olyat vitt véghez, amit abban az évtizedben rajta kívül egyetlen olasz sem tudott: gólkirályi címet szerzett a Serie A-ban. Ekkor harminc meccsen huszonkilencszer talált az ellenfelek hálójába, vagyis átlagban gyakorlatilag minden meccsen gólt szerzett. Itt lett igazán jó játékos is, köszönhetően annak, hogy a vezetőedző Aldo Campatelli visszavont ék helyett középcsatárként kezdte őt játszatni. Bolognában hét évet töltött, ezalatt 196 bajnokin 105 góllal terhelte az ellenfeleket.
Karrierje vége felé még játszott a Napoliban egy szezont, az igazán nagy sikerek azonban utolsó állomáshelyén, Milánóban vártak rá. A középcsatár posztjából fokozatosan egyre hátrébb húzódva Pivatelli elsődleges feladata a társak kiszolgálása lett jobbnál jobb labdákkal, így a korábbihoz képest lényegesen kevesebb gólt szerzett, de kárpótolhatta őt a bajnoki cím és a BEK-győzelem, rögtön a következő szezonban. Bár ekkor még csak harmincéves volt, mégis a visszavonulás mellett döntött, ami a tizennégy éves játékoskarrier fényében érthető volt.
A válogatottban 1954-ben mutatkozhatott be, és kerettag volt az 1954-es vb-n, igaz, végül egyetlen találkozón sem kapott lehetőséget. A nemzeti csapatban hét meccsen összesen két gólt szerzett.

## Sikerei, díjai
- Olasz bajnok: 
  - 1961-62
- BEK-győztes:
  - 1962-63